# 로브 (테니스)
로브(lob) 또는 로빙(lobbing)은 테니스에서 공을 상대편 코트로 높고 깊게 쳐서 보내는 기술을 말한다. 대개 위기 상황에서 수비를 하기 위한 목적으로 주로 사용되나, 상황에 따라 공격적으로 사용되기도 한다.
로브는 일반적으로 상대방이 네트를 점령하여 발리를 시도할 때 이를 회피하기 위한 수단으로 사용된다. 상대가 네트에 나와있을 때 로브를 이용하면 공이 상대의 키를 넘어 뒷쪽 코트로 떨어지게 되므로 상대방은 쉽게 발리를 할 수 없으며 스매시를 구사하거나 뒤로 물러나 그라운드 스트로크로 공을 넘길 수밖에 없게 된다. 따라서 상대가 어프로치샷과 함께 네트로 전진해 들어와 위기를 맞았을 때, 공을 높고 깊게 띄워 상대를 최대한 베이스라인 부근까지 물러나도록 만들어 공격하기 어렵게 만들면서 자신은 수비를 위한 자세를 잡을 수 있는 시간을 버는 것이 로브가 사용되는 가장 일반적인 상황이다.
한편, 로브를 구사할 때 톱스핀을 더하여 공격적인 로브를 구사할 수도 있다. 톱스핀 로브는 공이 상대방의 키를 넘어 큰 각도를 그리며 빠르게 떨어지게 되므로, 정확히 구사될 경우 상대는 공을 따라잡기 어렵다. 따라서 톱스핀 로브는 상대가 네트에 나와 있을 때에 매우 효과적인 공격 무기가 되지만, 그만큼 구사하기 어렵기도 하다. 안드레 애거시와 레이튼 휴이트가 톱스핀 로브를 잘 구사했던 선수로 알려져 있다.
로브가 충분히 깊게 들어가지 않았을 경우 상대방은 이를 머리 위에서 스매시로 처리하게 된다.
1940년대 활동했던 미국의 테니스 선수인 잭 크레이머는 1979년 그의 자서전에서 바비 릭스 등을 과거에 가장 뛰어난 로브 기술을 가졌던 선수로 꼽았다. 그는 다음과 같이 기술했다: "로브는 역시 바비 릭스가 가장 뛰어났다. 하지만 판초 세구라, 비트시 그랜트, 그리고 켄 로즈월 또한 로브를 효과적으로 사용할 줄 알았다. 지미 코너스도 훌륭한 로브를 구사한다."
그외에 뛰어난 로브 기술을 가진 것으로 알려진 선수는 다음과 같다.
- 크리스 에버트
- 일리에 나스타시
- 레이튼 휴이트
- 안드레 애거시
- 마르티나 힝기스
- 킴 클리스터스